# Часниково (Цілинний район)
Часнико́во (рос. Чесноково) — село у складі Цілинного району Алтайського краю, Росія. Входить до складу Степно-Чумиської сільської ради.

## Населення
Населення — 147 осіб (2010; 236 у 2002).
Національний склад (станом на 2002 рік):
- росіяни — 98 %